# دين ولز (سياسي)
دين ولز (بالإنجليزية: Dean Wells)‏ هو محامي ومحاضر وسياسي أسترالي، ولد في 13 يناير 1949 في هيروشيما في اليابان. حزبياً، نشط في حزب العمال الأسترالي. وقد انتخب Attorney-General of Queensland ‏ وانتخب عضو مجلس النواب الأسترالي عن دائرة Division of Petrie ‏ (5 مارس 1983 – 1 ديسمبر 1984) وانتخب عضو المجلس التشريعي ولاية كوينزلاند عن دائرة Electoral district of Murrumba ‏ (1 نوفمبر 1986 – 24 مارس 2012).